# Cornelis van der Voort
Cornelis van der Voort (Antwerpen, circa 1576 – Amsterdam, begraven 2 november 1624) was een veelgevraagd portretschilder, voordat Rembrandt aantrad op de Amsterdamse kunstmarkt.

## Biografie

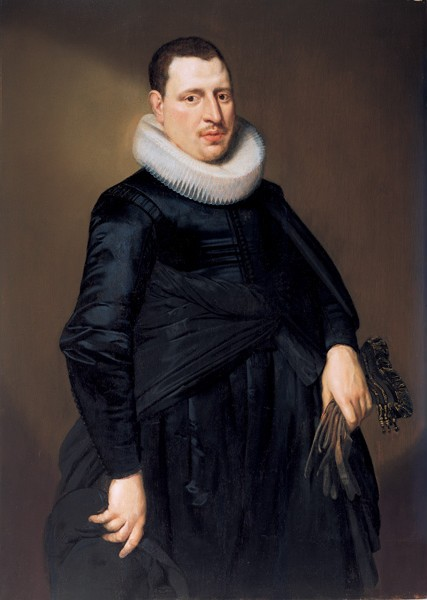
Portret van een man

Er is weinig bekend over de achtergrond van Cornelis van der Voort. Mogelijk stamt hij uit Utrecht en had hij familie in Delft. Men vermoedt dat hij een leerling was van Cornelis Ketel. Als jonge schilder is hij bezongen door Karel van Mander. In 1606 kocht zijn broer Hans, een kleermaker, drie kavels in de Sint Antoniesbreestraat, waarop twee huizen zijn gebouwd. Hans betrok het hoekhuis en Cornelis het naastgelegen huis, tegenwoordig bekend als het Rembrandthuis. Een paar jaar later verkocht Cornelis het huis. Het is niet bekend of hij er bleef wonen. Omstreeks 1613 was hij lid van de schutterij en schilderde zichzelf op een schuttersstuk.
Van der Voort had waarschijnlijk zes kinderen en trouwde twee keer. Het is niet bekend wanneer hij het hoekhuis van zijn broer erfde. Na zijn dood werd de inventaris geveild. Zijn kunsthandel is overgenomen door Hendrick van Uylenburgh.
Van der Voort schilderde levensgrote portretten in eigentijdse interieurs, van Cornelis Bicker en zijn vrouw Aertge Witsen, Volckert Overlander, Jan Cornelisz. Geelvinck als een van de regenten van het gasthuis; van Cornelis Pietersz. Hooft en zijn vrouw, van Joan Huydecoper en zijn reeds overleden vrouw, van Nicolaes Tulp en van Samuel Blommaert. Zijn werk was gevraagd en werd hooggeschat. Van der Voort werd hoofdman van het Sint Lucasgilde en had veel invloed op schilders als Rembrandt, maar mogelijk ook op Nicolaes Eliasz. Pickenoy en Thomas de Keyser. Zijn leerlingen waren David Bailly, die werk uit zijn schilderijencollectie kopieerde, Pieter Luyx, Dirk Harmensz. en misschien Pieter Codde.